# 토요타 벤자
토요타 벤자(Toyota Venza)는 일본의 자동차 회사인 토요타가 생산, 판매중인 크로스오버 SUV이다.

## 1세대

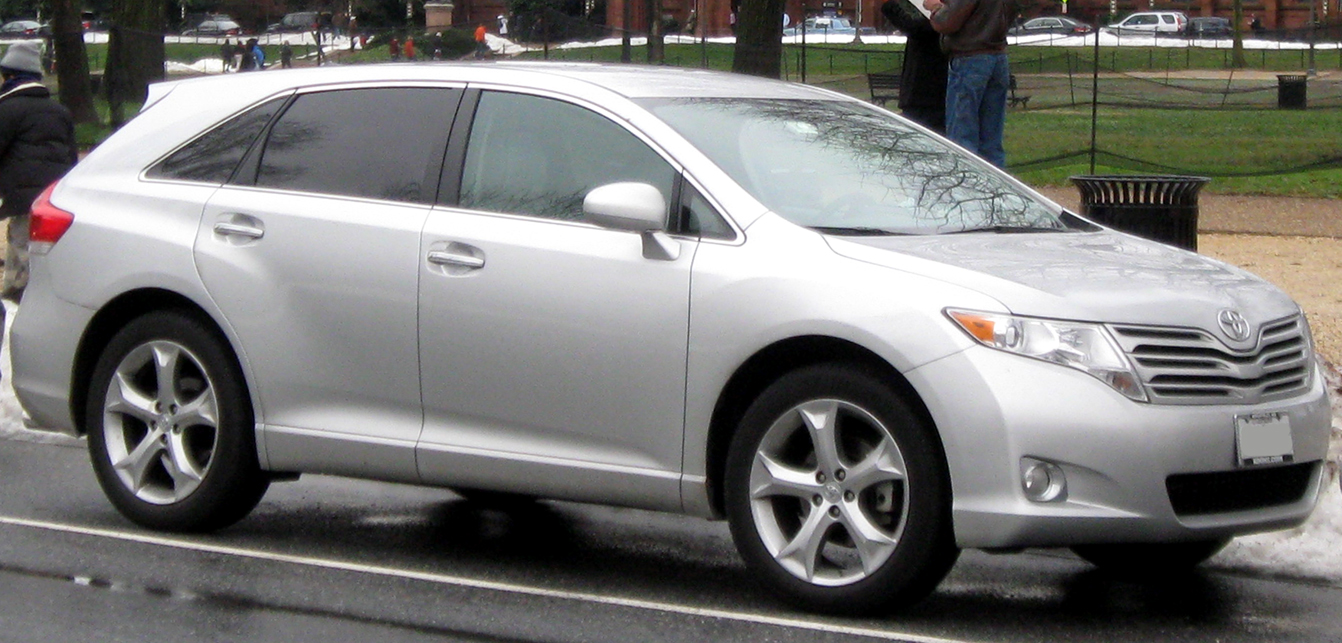
토요타 벤자(전기형) 정측면

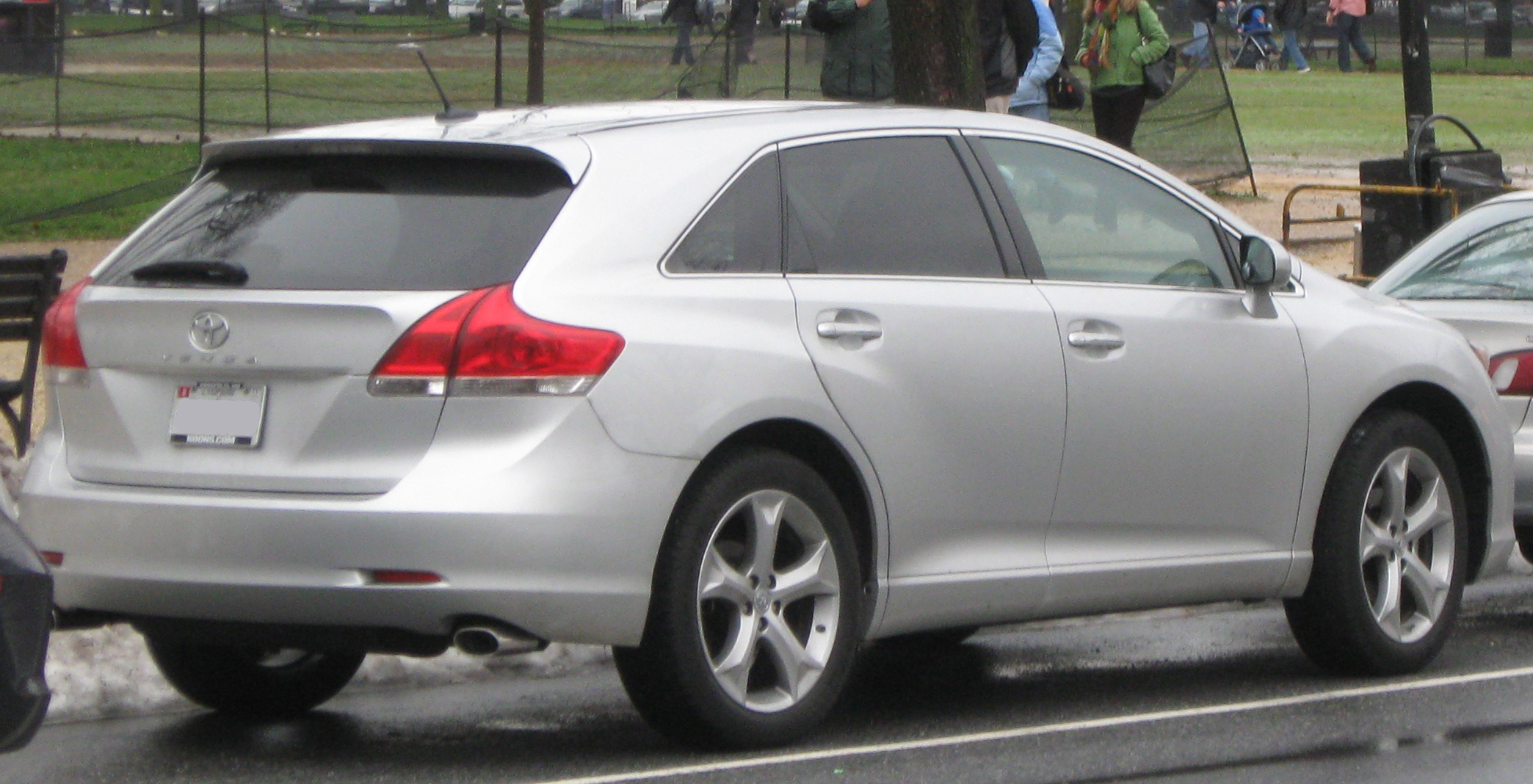
토요타 벤자(전기형) 정측면

1세대는 중형 크로스오버 차량으로 출시됐다.
2005년 1월에 북미 국제 오토쇼를 통해 FT-SX라는 이름으로 콘셉트 카가 출품되었고, 양산형은 2008년 11월에 출시되었다. 켄터키주 조지타운 현지공장에서 생산했다. 토요타 K 플랫폼을 활용해 캠리의 섀시를 기반으로 만들어졌으며, 동사의 마크 X 지오의 컨셉트와 상당히 유사하다. 토요타 자동차의 3.5리터 2GR-FE V6엔진과 2.7리터 1AR-FE l4 엔진을 사용했으며, 두 엔진 모두 아이신의 6단 자동변속기를 채용했다. 전륜구동이 기본이지만 4륜구동을 옵션으로 선택이 가능했다. 미국 EPA(환경보호국)에 따르면 벤자 V6 3.5 DOHC는 갤런당 21마일/25마일(도심/고속도로)을 갈 수 있고 4기통 모델은 29마일/35마일 운행이 가능하다고 했다. 벤자는 EPS를 채용하였다. 단 하나의 트림만을 가진 대신에 다양한 옵션 패키지를 가지고 있었다. 기본 사양으로 안개등과 19인치 알로이 휠이 들어가고 V6 모델에는 20인치 알로이 휠이 기본 탑재되었다. 또한 홈 링크와 XM satellite radio, 6CD 체인저, 듀얼존 에어컨, 8 웨이 전동 운전자 시트, 스티어링휠 볼륨 컨트롤, 밀림방지 장치와 토요타 세이프티 시스템이 기본 탑재되었다. 옵션으로는 오토매틱 하이빔 과 HID 헤드램프, 열선 사이드 미러, 파워리프트 게이트, 가죽시트, 4웨이 탑승객 전동시트, 파노라마 선루프, 스마트키, 13 스피커 JBL 사운드 시스템, 음성인식 DVD 네비게이션, 후방카메라, 후방석 DVD 엔터테인먼트 시스템(9인치 화면)을 가지고 있었다. HID 헤드램프와 시동버튼, 네비게이션, JBL 사운드 시스템은 V6 3.5 DOHC AWD 모델에서만 선택이 가능했다. 2012년 1월에는 페이스리프트 모델이 공개되었고, 그 해 5월에 페이스 리프트를 거쳤다. 대한민국에서는 2012년 11월부터 페이스 리프트 모델이 수입 판매되었다. 직렬 4기통 2.7L와 V6 3.5L 가솔린 엔진과 6단 자동변속기가 맞물린 사양이 수입되었으며, V6 3.5 DOHC 모델에는 풀타임 4륜구동이 장착되었다. 판매 가격은 2.7이 4,730만 원, V6 3.5가 5,190만 원이었다. 하지만 판매 부진으로 2014년에 수입이 중단되었다. 북아메리카 시장에서도 역시 판매 부진으로 인해 2015년 6월에 생산을 중단하였고, 나머지 국가에서는 최종적으로 2017년 12월에 후속 차종 없이 단종되었다.

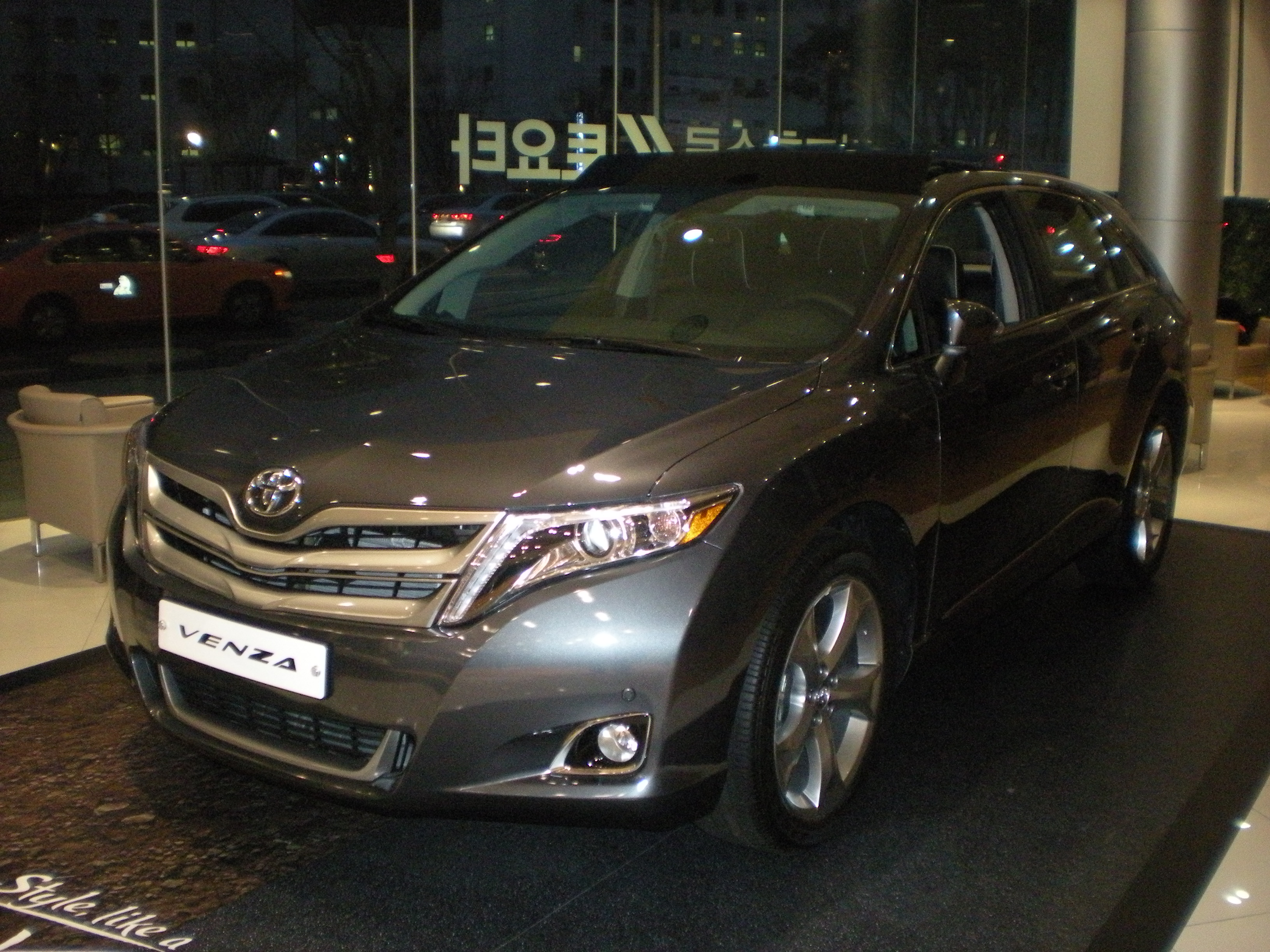
토요타 벤자(후기형) 정측면
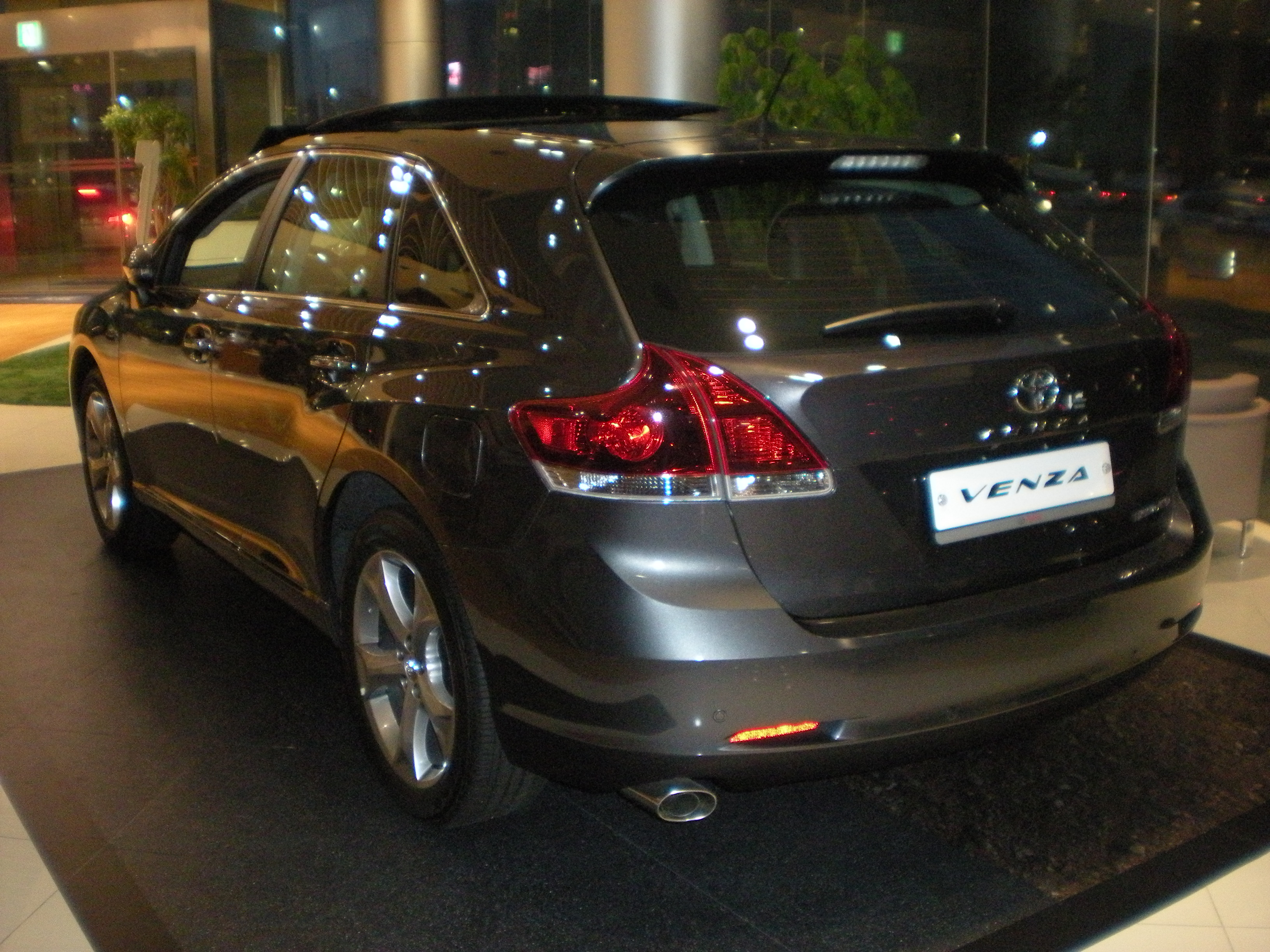
토요타 벤자(후기형) 후측면

## 2세대

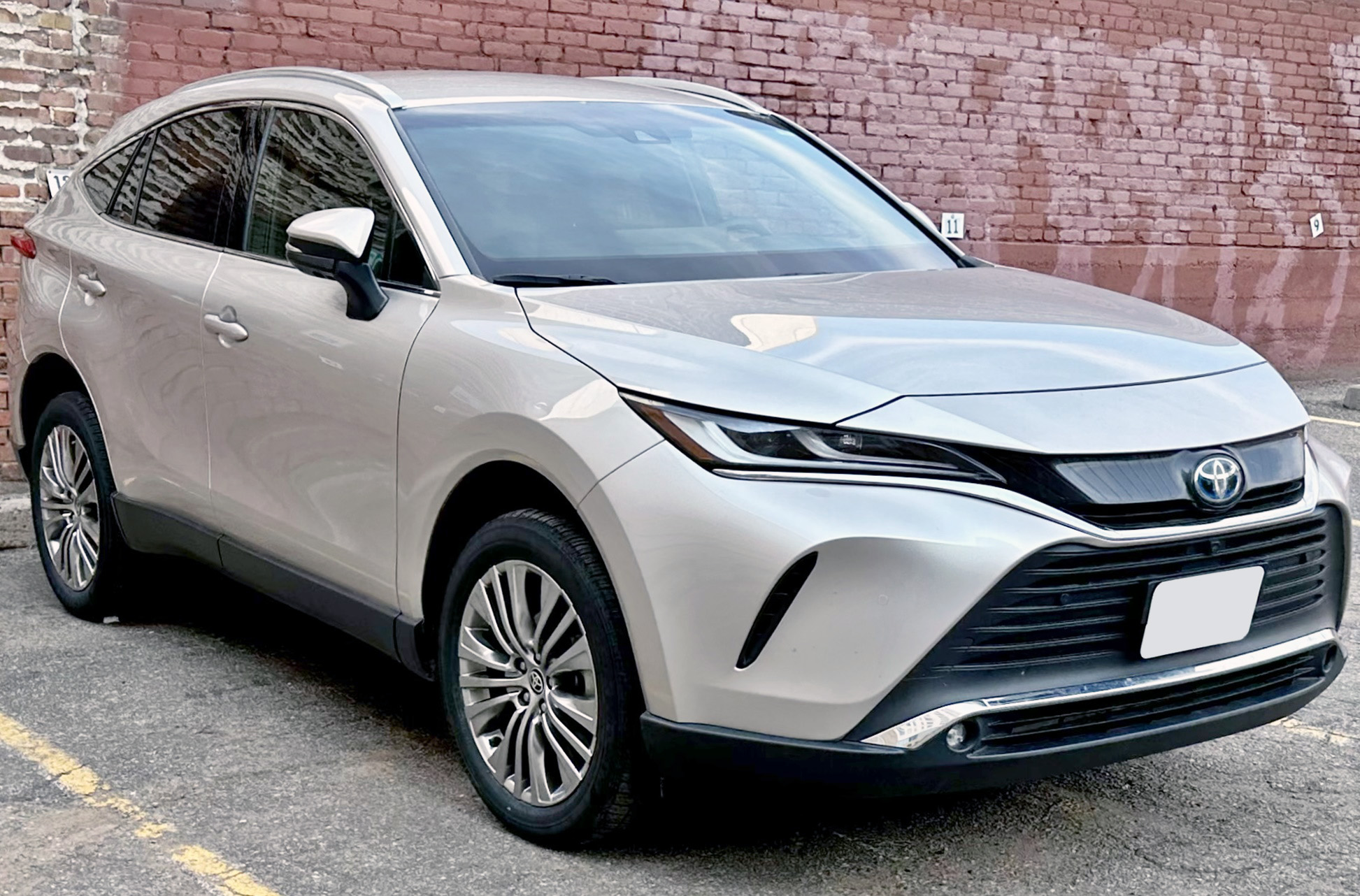
토요타 벤자 하이브리드 정측면

2020년 5월 18일에 해리어 4세대의 북미 사양으로 다시 선보였고, 동년 9월에 출시 및 판매를 시작했다. 해리어와는 달리 하이브리드 사양만 판매한다. LE, XLE, 리미티드 트림으로 나뉜다. 이 세대부터는 미국에서 생산하지 않고 일본에서 수입한다.
그러나 토요타가 크라운의 북미 시장 재진출을 선언했을 때 크로스오버 SUV형인 크라운 시그니아(에스테이트)를 신설함에 따라, 2024년에 다시 북미 시장에서 단종된다. 벤자의 자리는 크라운 시그니아가 대체한다.

## 경쟁 차종
- 현대자동차 - 싼타페
- 기아자동차 - 쏘렌토
- 쉐보레 - 캡티바, 이쿼녹스
- 르노삼성 - QM6
- 지프 - 체로키
- 오펠 - 프론테라
- 르노 - 콜레오스
- 폭스바겐 - 티구안 올스페이스
- 스코다 - 코디악
- 포드 - 엣지
- 닛산 - 로그, X-트레일
- 미쓰비시 - 아웃랜더
- 푸조 - 5008
- 체리 - 티고 8
- 럭스젠 - U7
- 북기은상 - 켄보 600